# 新約 オオカミが来る!
『新約 オオカミが来る!』（しんやく オオカミがくる）は、納都花丸による日本の漫画作品。
現代ドイツを舞台にした、怪奇ファイル作品である。

## 概要
『ファンタジアバトルロイヤル』と『月刊ドラゴンマガジン』（共に富士見書房刊）に連載されていた『オオカミが来る! GIB MIR SONNE』の続編。ジャイブ刊『月刊コミックラッシュ』2009年9月号から2011年4月号まで連載された。
なお、富士見書房分は「新約」の1・2巻に再編集されてジャイブより刊行されており『ラッシュ』連載分のエピソードは3巻以降に収録されている。

## 登場人物

### 主要人物

#### 怪物掃除課
「ある目的」の為、設立された謎の組織「教会（K.I.R.C.H.E）」の末端にあり、怪事件や超常現象の調査・解決を役割とする課。
しかし、末端なせいか、教会からの扱いはぞんざいであり、運営費は100%依頼人からの報酬で賄っている状態。銃の弾丸といった備品も、一定量を使い切れば、後の費用は使用者の自己負担になってしまう。
シリウス
「怪物掃除課」に身を置いている、本作の主人公。
鎖に繋がれた二挺拳銃で怪事件に立ち向かうが、銃を撃つ度に己の生活費すらも消費されてしまうことで、普段の生活はかなりカツカツな苦労人。滅多なことではその姿を晒さないものの、実は狼男である。
「怪物掃除課」の主任
シリウスの直属の上司にあたる男で、本名は不明。戦闘では、主に結界や、「力あることば」を駆使してシリウスをサポートする、自称頭脳労働担当。
ベアタ（ベアトリーセ・ゾフィア・ミドハト）
「広告王（ヴェルパー・レーヴェ）」と渾名されるドイツ屈指の大富豪、カール・ミドハトの孫娘。
大のオカルトマニアであり、1話にて吸血鬼を見ようと入り込んだ城で屍喰鬼（グール）に襲われていたところを、シリウスに助けられる。その後、彼の「正体」を目撃してしまい、一度はシリウスに怯えるものの、命懸けで吸血鬼から自分を救ってくれた彼を受け入れ、全幅の信頼を寄せるようになる。以降は、怪物掃除課を援助するスポンサーとして、シリウス達の仕事に度々同行する。

## 単行本
1. 2008年8月7日発売 ISBN 9784861765506
2. 2008年8月7日発売 ISBN 9784861765513
3. 2008年8月7日発売 ISBN 9784861765520
4. 2009年5月7日発売 ISBN 9784861766572
5. 2010年1月発売 ISBN 9784861767142
6. 2010年8月9日発売 ISBN 9784861767821
7. 2011年3月7日発売 ISBN 9784861768279